# Салустий (философ)
Вижте пояснителната страница за други личности с името Салустий.
Салустий (на старогръцки: Σαλούστιος, Salustios, на латински: Sal(l)ustius) е философ неоплатоник през шестдесетте години на IV век.
Той се занимава преди всичко с метафизически теми и с изучаването на митологията.
Той е автор на написаното на гръцки произведение „За боговете и света“ (Peri theōn kai kósmou) през 362 или първата половина на 363 г. Има същите възгледи като римския император Юлиан (360 – 363).
Много учени го идентифицират с политика Сатурнин Секунд Салуций. Салустий не трябва да се бърка с Флавий Салустий (консул 363 г.).

## Издания
- Riccardo Di Giuseppe, Salustio: Sugli dèi e il mondo. Adelphi, Milano 2000, ISBN 88-459-1519-0
- Gabriel Rochefort, Saloustios: Des dieux et du monde. 2. Auflage, Les Belles Lettres, Paris 1983, ISBN 2-251-00304-5
- Arthur Darby Nock, Sallustius: Concerning the Gods and the Universe. Cambridge University Press, Cambridge 1926